# Bradypterus graueri
El zarzalero de Grauer (Bradypterus graueri) es una especie de ave paseriforme de la familia Locustellidae endémica de la región de los Grandes Lagos de África. Su nombre conmemora al zoólogo alemán Rudolf Grauer que recolectaba especímenes en el Congo Belga.

## Distribución y hábitat
Se encuentra únicamente en el oeste de la región de los Grandes Lagos, distribuido por los lagos y pantanos de Burundi, este de la República Democrática del Congo, Ruanda y Uganda.